# Гронская, Нина Николаевна
Нина Николаевна Гронская (урожд. Слободзинская, во втором браке Гронская-Лепехина; 1884, Санкт-Петербург — 1957, Париж) — русский скульптор.

## Биография
Родилась 19 июня (1 июля) 1884 года в Санкт-Петербурге. Отец — инженер путей сообщения, действительный статский советник Николай Николаевич Слободзинский, мать — Анна Георгиевна, урождённая  Михайловская.
В 1903 году, вскоре после окончания гимназии в Санкт-Петербурге вышла замуж за П. П. Гронского. Заинтересовалась скульптурой; сначала занималась у Л. В. Шервуда и Р. Р. Баха, а в 1910—1911 гг. совершенствовалась в Мюнхене у Швегерле.
В 1921 году по подложным документам эмигрировала и поселилась в Париже. Создала скульптурные портреты Б. К. Зайцева, П. Н. Милюкова, генерала А. И. Деникина, о. Георгия (Серикова), литовского поэта С. Дагилиса и др. В 1927 году впервые выставила в салоне Независимых скульптуру «Царевна-Лебедь» и проект памятника рабочему классу.
Умерла в Париже 20 декабря 1957 года (другие источники временем смерти указывают февраль 1958 года; некролог появился в № 16383 «Нового русского слова» 6 апреля 1958 года).